# アニマル・ハウス
『アニマル・ハウス』（National Lampoon's Animal House）は、1978年に公開されたアメリカのコメディ映画。
撮影は、オレゴン州ユージーンにあるオレゴン大学やユージーンの南方にあるコテージ・グローブで主に行われた。

## ストーリー
1962年の秋、フェイバー大学の新入生ラリー・クローガーとケント・ドーフマンはいずれかの学生友愛クラブ（フラターニティ）に入ろうと、各クラブが開催する新入生歓迎パーティを巡っている。最名門であるオメガ・ハウス（ΩΘΠ＝オメガ・シータ・パイ）のパーティーで徹底して冷遇されていることに気づいた2人は、すぐ隣にある評判の極めて悪いデルタ・ハウス（ΔΤΧ＝デルタ・タウ・カイ）を訪れる。ケントは、兄のフレッドがメンバーであった（1959年の卒業）という縁故から、自分が入会を断られることは無いと信じている。パーティーで2人は、極めてだらしのないジョン・ブルタースキー（ブルート）、会長のロバート・フーヴァー（フーヴ）、口が上手く女好きのエリック・ストラットン（オッター）、オッターの親友のドナルド・シェインスタイン（ブーン）、バイク乗りのダニエル・シンプソン・デイ（Dデイ）、そして手伝いに来ていたブーンの彼女のケイティに会う。ラリーとケントはデルタに入会を認められ、それぞれ「ピント」と「フラウンダー」という渾名を与えられる。 
デルタ・ハウスはキャンパス内での違反行為と学業成績の悪さにより保護観察処分を受けた状態にある。デルタを大学から排除したいと考えているヴァーノン・ワーマー学長は、オメガ・ハウスのスカした会長のグレッグ・マーマラードに、デルタ排除のための方法を見つけるよう指示する。グレッグはデルタのことが気になるばっかりに、マンディ・ペパリッジとのデートで、身体の重要な箇所が反応していないと彼女から指摘されたこともあり、デルタへの憎しみを増幅させる。オメガのメンバーで、肥満したデルタ新入生のフラウンダーをいじめ抜いていた予備役将校訓練隊長のダグラス・C・ニーダマイヤーの愛馬をデルタ一味がいたずらにより学長室で心臓麻痺で死なせたことや、オッターがマンディに言い寄る（2人は過去に一度だけ関係を持っていた）など、様々な事件がオメガとワーマー学長のデルタに対する敵意を深めていく。
ブルートとDデイは、オメガたちがそれを偽物とすり替えたことに気づかず、印刷室のゴミ箱から心理学の試験用紙を盗み出す。デルタは全員落第点を取り、平均成績（GPA）が著しく低下したため、ワーマーは、あと1つ何かをやらかしたらデルタ・ハウスの設置許可状を無効にして大学から永久追放すると告げる。
デルタたちは自らを元気づけるためにトーガ・パーティーを企画し、ピントとフラウンダーにスーパーマーケットで食料を万引きさせる。そこでピントはクロレットという名の可愛らしいレジ係に出会い彼女をパーティに誘い、オッターはワーマー学長のアルコール依存症で好色な妻マリオンに、学長夫人とは知らずに声を掛け、パーティに誘う。パーティに呼んだ黒人バンドの「オーティス・デイ&ザ・ナイツ」が派手に演奏する中、オッターは自分の個室でマリオンと関係し、フーヴァーの部屋ではクロレットが酔って気を失うまでピントといちゃつく。ピントは半裸で気を失った彼女をモノにしたいという誘惑に何とか打ち克ち、気を失った彼女をショッピングカートに乗せて彼女の家に送り届け、彼女がカーマイン・デパスト市長の娘であることを知る。
マリオン夫人の乱行に激怒し、他方、デパスト市長からは大学で問題が発生すればただでは済まないと脅されていたワーマー学長は、オメガ・ハウスと共に学内裁判を開き、デルタ・ハウスの設置許可状を取り消し全財産を没収する。気晴らしのため、オッター、ブーン、ピント、フラウンダーはフラウンダーが兄から借りた車でドライブに出かける。彼らはエミリー・デッキンソン女子大学を訪れ、そこでオッターは最近の焼き窯の爆発事故で亡くなった女学生の恋人を装い、4人の女学生を誘い出す。 彼らは、「オーティス・デイ&ザ・ナイツ」が出演している街道沿いのバーを偶然見つけて喜び勇んで入ったが、そこは従業員も客も全員が黒人であった。最初の内こそ偽の余裕をかましていたデルタ達だったが、常連客たちに威嚇され、デルタ達は女子学生たちを残して逃げ出し、その間フラウンダーの兄の車をあちらこちらにぶつけてボコボコにしてしまう。ブーンはケイティがジェニングス教授と関係を持ったことを知り、彼女と別れる。一方、マーマラードと他のオメガたちは、オッターとマンディが密会し続けているという虚偽の噂に基づいてオッターをモーテルの部屋に誘い込み、彼を袋叩きにする。デルタのメンバーの中間試験の成績が惨憺たるものだったため、ワーマー学長は嬉々として彼らを大学から追放し、各人の出身地の徴兵委員会に対して彼らは徴兵猶予の資格を失い、徴兵の対象となったことを通知した。
ブルートが落胆し切っているデルタのメンバーを鼓舞し、オッターもそれに同意し、毎年恒例の同窓会パレード中にワーマー学長やオメガの連中、そして大学全体に復讐することを計画する。Dデイはフラウンダーの兄の破損した車をケーキ型の山車の中に隠された「デスモービル」に改造し（ボンネットの上には、学内にある創立者イーミル・フェイバーの銅像の首の部分が取り付けられている）、デルタたちはパレードに乱入し大混乱を引き起こす。彼らの復讐は、デスモービルが階段状の来賓席に突入し、それを突き崩すという形で頂点に至る。
パレードの大混乱が続く中、デルタやオメガたちの未来の姿が紹介される。フーヴァーはボルティモアで官選弁護人、オッターはビバリーヒルズの婦人科医、ピントはナショナル・ランプーン誌の編集者、フラウンダーはクリーブランドで心理療法トレーナー、そしてブルートは合衆国上院議員になりマンディと結婚するなど、デルタの多くは立派な専門職に就いている（但し、Dデイは行方知れず）。ブーンとケイティは結婚して離婚。一方、オメガたちについては、マーマラードはニクソン大統領の補佐官となりウォーターゲート事件で入獄し獄中で「オカマを掘られ」（注：上記のマンディとのデートの際の身体の無反応、そして、マンディがバブスとの会話の中で、マーマラードは自分と婚前交渉を持ちたがらないと言ったことと併せて、彼が同性愛者であることを匂わせる）、ニーダマイヤーはベトナム戦争従軍中に自分の部下に殺されるなど、悲惨な末路を迎えている。また、マンディの親友のバブス・ジャンセンはユニバーサル・スタジオ・ハリウッドでツアー・ガイドをしている。

## キャスト
| 役名                                                                              | 俳優                         | 日本語吹替                                                                                | 日本語吹替     |
| 役名                                                                              | 俳優                         | テレビ朝日版                                                                              | ソフト版       |
| デルタ・ハウス                                                                    | デルタ・ハウス               | デルタ・ハウス                                                                            | デルタ・ハウス |
| --------------------------------------------------------------------------------- | ---------------------------- | ----------------------------------------------------------------------------------------- | -------------- |
| ジョン・ブルタースキー(ブルート)                                                  | ジョン・ベルーシ             | 佐藤B作                                                                                   | 矢崎文也       |
| エリック・ストラットン(オッタ―)                                                   | ティム・マシスン             | 古川登志夫                                                                                | 筒井巧         |
| ロバート・フーヴァー(フーヴ、会長)                                                | ジェームズ・ウィドウズ       | 大塚芳忠                                                                                  |                |
| ドナルド・シェインスタイン(ブーン)                                                | ピーター・リーガート         | 中尾隆聖                                                                                  | 佐藤淳         |
| ダニエル・シンプソン・デイ(Dデイ)                                                 | ブルース・マッギル           | 笹岡繁蔵                                                                                  |                |
| ラリー・クローガー(ピントー)                                                      | トム・ハルス                 | 田中亮一                                                                                  | 藤原堅一       |
| ケント・ドーフマン(フラウンダー)                                                  | スティーヴン・ファースト     | 安西正弘                                                                                  |                |
| ドゥウェイン・ストークマン(ストーク)                                              | ダグラス・ケニー             | 西川幾雄                                                                                  |                |
| モスボール                                                                        | ジョシュア・ダニエル         |                                                                                           |                |
| カーティス・ウェイン・フラー(ハードバー)                                          | クリス・ミラー               |                                                                                           |                |
| B.B.                                                                              | ブルース・ボンハイム         |                                                                                           |                |
| ケイティ(ブーンと交際中)                                                          | カレン・アレン               | 高島雅羅                                                                                  | 山田里奈       |
| オメガ・ハウス                                                                    |                              |                                                                                           |                |
| グレッグ・マーマラード                                                            | ジェームズ・ドートン         | 野島昭生                                                                                  |                |
| ダグラス・C・ニーダマイヤー                                                       | マーク・メトカーフ           | 若本規夫                                                                                  |                |
| チップ・ディラー                                                                  | ケヴィン・ベーコン           | 大滝進矢                                                                                  | 田島俊弥       |
| その他のキャラクター                                                              |                              |                                                                                           |                |
| ヴァーノン・ワーマー学長                                                          | ジョン・ヴァーノン           | 森川公也                                                                                  | 塾一久         |
| マリオン・ワーマー学長夫人                                                        | ヴァーナ・ブルーム           |                                                                                           |                |
| 学長秘書                                                                          | プリシラ・ローリス           |                                                                                           |                |
| カーマイン・デパスト市長                                                          | チェサレ・ダノーヴァ         | 阪脩                                                                                      |                |
| クロレット・デパスト(市長の娘)                                                    | サラ・ホルコム               |                                                                                           |                |
| マンディー・ペパリッジ                                                            | メアリー・ルイーズ・ウェラー | 榊原良子                                                                                  |                |
| バブス・ジャンセン                                                                | マーサ・スミス               | 吉田理保子                                                                                |                |
| デイヴ・ジェニングス教授                                                          | ドナルド・サザーランド       | 江角英明                                                                                  | 北川勝博       |
| オーティス・デイ                                                                  | ドゥウェイン・ジェシー       | 屋良有作                                                                                  |                |
| シシー(ケントのガールフレンド)                                                    | ステイシー・グルーマン       |                                                                                           |                |
| シェリー(エミリー・ディッキンソン女子大学の学生)                                  | リサ・バウアー               | 山田栄子                                                                                  | 新井里美       |
| ブルネラ(同上)                                                                    | イライザ・ロバーツ           |                                                                                           |                |
| ベス(同上)                                                                        | アセネス・ジャーゲンソン     |                                                                                           |                |
| ノリーン(同上)                                                                    | キャサリン・デニング         |                                                                                           |                |
| トーガ・パーティ開催時に階段でギターを弾く男                                      | スティーブン・ビショップ     |                                                                                           |                |
| 幸運な少年(自室で雑誌Playboy閲覧中に窓から失神したバニー・ガールが飛び込んで来る) | ショーン・マッカーティン     |                                                                                           |                |
| ケントがビー玉1万個を買った店の店員                                               | ロレイン・ライト             |                                                                                           |                |
| その他                                                                            | N/A                          | 鳳芳野 佐々木るん 間嶋里美 頓宮恭子 滝沢久美子 片岡富枝 村山明 塩屋浩三 幹本雄之 郷里大輔 |                |
|                                                                                   |                              |                                                                                           |                |
| 演出                                                                              | 演出                         | 左近允洋                                                                                  | 松川陸         |
| 翻訳                                                                              | 翻訳                         | 篠原慎                                                                                    | 谷津真理       |
| 効果                                                                              | 効果                         | PAG                                                                                       |                |
| 調整                                                                              | 調整                         | 栗林秀年                                                                                  |                |
| 制作                                                                              | 制作                         | グロービジョン                                                                            |                |
| 初回放送                                                                          | 初回放送                     | 1983年9月4日 『日曜洋画劇場』                                                             |                |

※2018年10月11日発売の『ユニバーサル思い出の復刻版BD』にはソフト版に加え、テレビ朝日版の吹き替えを収録。

## 主な挿入歌
- ルイ・ルイ（ジョン・ベルーシ）
- ツイストで踊りあかそう（サム・クック）
- トッシン・アンド・ターニング（ボビー・ルイス）
- ヘイ・ポーラ（ポールとポーラ）
- マネー（ジョン・ベルーシ）
- レッツ・ダンス（クリス・モンテス）
- ドリーム・ガール（スティーヴン・ビショップ）
- ワンダフル・ワールド（サム・クック）

## DVD版の特典
2003年にDVD化された際にいくつか特典が付いた。

### デルタ会員たちのその後
主な登場人物たちが現在どうなっているかをドキュメンタリータッチで追った作品。当時アニマル・ハウスに出演した俳優たちが同じ役を演じていて、ランディス監督が彼らを探し出して訪ね歩き、インタビューするという形式（以下、登場順に記載する）。
ドナルド・シェインスタイン（ブーン）とケイティ
ニューヨーク在住。ブーンは卒業直後からヨーロッパを約1年間放浪。帰国後の1964年にケイティと結婚し1969年に離婚。彼らの2回目の結婚は1974年から約11年間続いた。3回目は、1992年頃に街でばったり会って同棲を開始し、ケイティが妊娠したことから再再婚。オーティスという息子が生まれる。ブーンはドキュメンタリー映像作家をしている。
バブス・ジャンセン
ユニバーサル・スタジオ・ハリウッドのツアー・ガイドを続けている。フェイバー大学の同窓会会長を務めている。2回の離婚を経験。
ケント・ドーフマン（フラウンダー）
クリーブランドで心理療法トレーナー。70年代に自分が実践した、妊婦の尿を注射するという減量手段にまつわるトラブルや、心理療法の研修でマイク・タイソンと一緒になり、ロールプレイングの際にタイソンのことを「糞野郎」（asshole）と呼んで手ひどく殴られたことなどを回想する。独身。過去にイヌイットの女性との交際経験あり。
マリオン・ワーマー夫人
シカゴ在住。アルコール依存症と思われる言動。夫のワーマー学長は、デルタ達が大混乱に陥れた同窓会パレードの責任を問われ解任され、夫人はオッターとの情事が発覚して離婚。身体はそばかすだらけ。美容整形はしていないとのこと。
オーティス・デイ
メンフィスでの演奏後にインタビュー。デルタハウスで演奏したことは覚えていない。現在は独身だが孫は7人いる。
チップ・ディラー
ランディス監督に送られて来た録音テープでの回答。父による有力保守派連邦議会議員への献金のせいで、ベトナムに行けなかった。ニーダマイヤーがベトナム従軍中に自分の部下から殺されてしまったことを知り世をすねた感じとなる。MBA（経営学修士）を取得するが、 20代は酒やマリファナなどで気ままに過ごした。30歳になって色々な食べ物の中にイエス・キリストを見るようになり、牧師となりアフリカで布教し、その後、イラクにも布教に赴く。
ハードバー
ハリウッドでポルノ店を経営。また、安っぽい小説本を大量に書いていた。
ロバート・フーヴァー（フーヴ）
ボルティモアで地方検事。卒業後9年間務めた官選弁護人から或る事案をきっかけにして転向。子供4人（うち1人は養子）。全米で最も優秀な地方検事の1人に選ばれたことがある。O.J. シンプソン事件の時には担当検事から助言を求められ、その助言の内容が採用されたことが自慢。
ヴァーノン・ワーマー学長
フロリダ州サラソタの老人施設にいる。認知症が進行してきており、ランディス監督の質問にまともに答えられないが、デルタという名前を聞いた途端に興奮し、嘗てのデルタの学生たちを口汚く罵り始め、男性看護師の静止も聞かず極めて乱暴になる。
エリック・ストラットン（オッタ―)
ビバリーヒルズの婦人科医。今やすっかり落ち着いており、デルタ時代の自分とはすっかり変わっていると自認している。
ダニエル・シンプソン・デイ（Dデイ）
ヒマラヤの仏教僧院に籠っている、ユーコン川流域で金採取に従事、船乗りになった、ラスベガスでエルビス・プレスリーのそっくりさんの仕事、アルカーイダ訓練キャンプに潜入した諜報員など諸々の噂があったが、国際刑事警察機構（Interpol）からの情報に基づき、カリフォルニア州モデストのボロ家を訪ねると、扉から顔だけを出してきた男はDデイであることを頑なに否定しランディス監督を追い返すが、その直後いきなり車で絶叫しながら暴走を始めるのは昔日のDデイそのものであった。
ジョン・ブルタースキー（ブルート）
（ジョン・ベルーシが死去したこともあり、ランディス監督によるナレーションのみ）連邦上院議員を経て、今やアメリカ合衆国大統領となっている。マンディは大統領夫人。

### MXPX「Shout」ミュージック・ビデオ
劇中でロイド・ウィリアムス等が演じるオーティス・デイ&ザ・ナイツの演奏しているアイズレー・ブラザーズの「Shout」を、メロディック・パンク・バンドのMxPxがカヴァーしたもの。